# Nasielsk (stacja kolejowa)
Nasielsk – stacja kolejowa w Mogowie, w województwie mazowieckim, w Polsce. Według klasyfikacji PKP ma kategorię dworca lokalnego.

## Ruch pasażerski[2]
| Rok  | Wymiana pasażerska na dobę |
| ---- | -------------------------- |
| 2017 | 2000-3000                  |
| 2018 | 2000-3000                  |
| 2019 | 3000-4000                  |
| 2020 | 2000-3000                  |
| 2021 | 2000-3000                  |
| 2022 | 3000-4000                  |
| 2023 | 3000-4000                  |

## Dane ogólne
Nasielsk jest stacją węzłową, która posiada trzy perony, jeden jednostronny i dwa obustronne co daje razem pięć torów przy krawędzi peronowej. Po 4 wiaty konstrukcji rurowej na każdym peronie. Semafory świetlne. Przejście dla pieszych z budynku dworca na peron 1 i 2 odbywa się przejściem podziemnym. Perony wysokie mogące obsługiwać zespoły trakcyjne typu węzłowego. Na początku 2008 roku rozpoczęta została przebudowa stacji w ramach modernizacji magistrali E65.
Po raz pierwszy pociągi elektryczne dotarły tu z Warszawy 29 grudnia 1972.
W 2015 roku Warmińskie Przedsiębiorstwo Budowlane wybudowało nowy dworzec, który został otwarty 28 sierpnia 2015.

## Połączenia
| Przewoźnik         | Linia lub kategoria | Trasa lub kierunki |       |
| ------------------ | ------------------- | --- | ----- |
| Koleje Mazowieckie | R90/RE90            | Warszawa Zachodnia (peron 9) – Nasielsk – Działdowo                                                                                       | [ 7 ] |
| Koleje Mazowieckie | R91/RE91/RE92       | Sierpc – Nasielsk/ Nowy Dwór Mazowiecki/ Tłuszcz                                                                                          |       |
| PKP Intercity      | IC                  | Kraków Główny, Olsztyn Główny, Kołobrzeg, Gdynia Główna, Kielce, Katowice, Warszawa Zachodnia, Legionowo, Modlin, Łeba (w sezonie letnim) |       |

## Linie kolejowe
Przez stację przechodzą następujące linie kolejowe:
- 9 Warszawa Wschodnia – Gdańsk Główny
- 27 Nasielsk – Toruń Wschodni

W przeszłości przez stację przebiegała linia kolejowa Łajski (obecnie Legionowo Piaski) - st. Nasielsk -  otwarta w 1939 roku i w tymże roku rozebrana ze względu na II wojnę światową. Linia znacznie ułatwiała komunikację, zwłaszcza towarową i skracała odległość pomiędzy stacją Nasielsk a Legionowem o prawie 11 km.

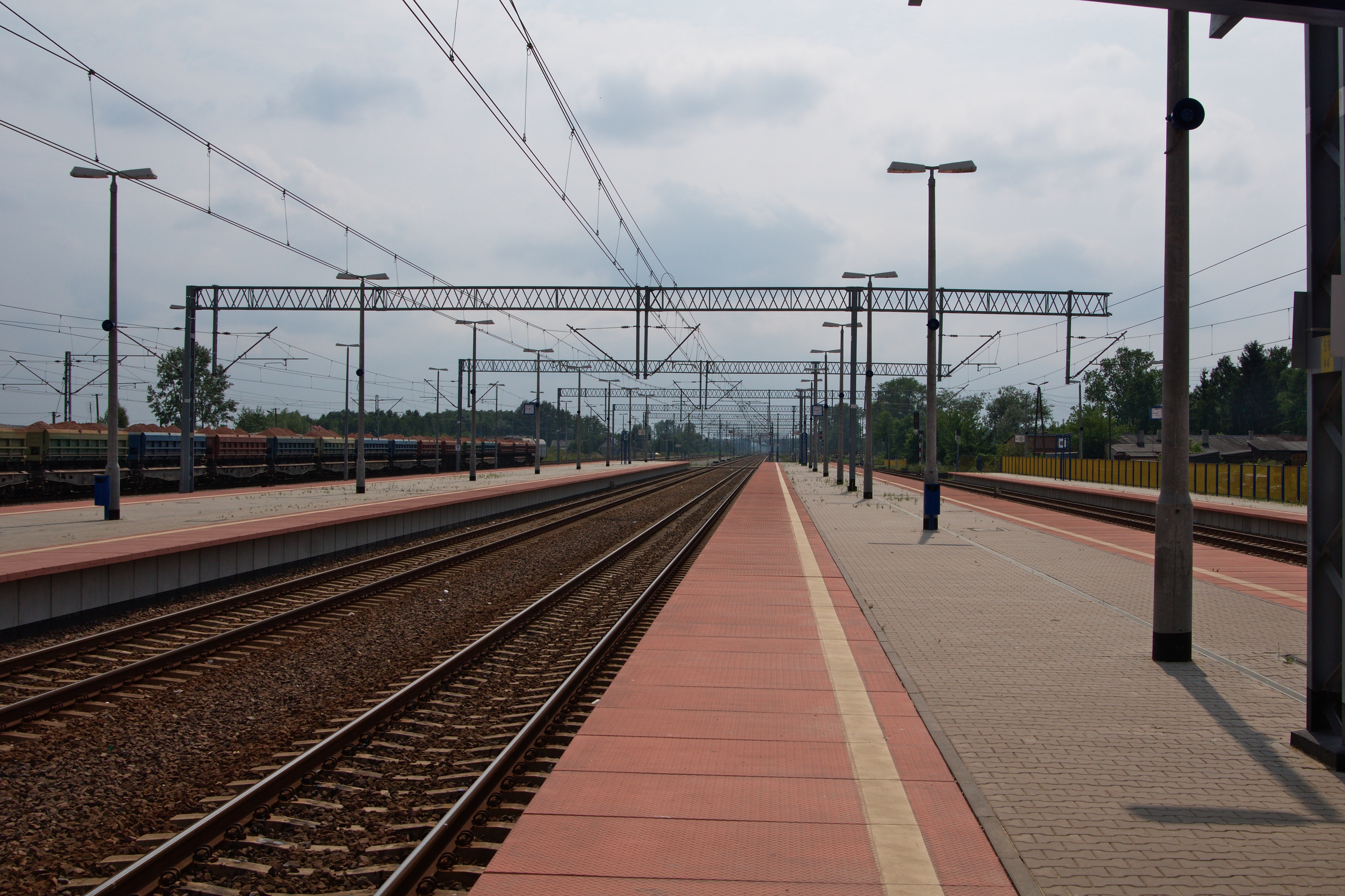
Stacja kolejowa Nasielsk